# Patrice Bergeron
Patrice Bergeron-Cleary (L'Ancienne-Lorette, 24 de julho de 1985)  é um ex jogador profissional de hóquei no gelo canadense que atuou na posição de central por 19 temporadas pelo Boston Bruins da National Hockey League (NHL). Ele foi selecionado pelos Bruins como a 45ª escolha geral no Draft da NHL de 2003.
Em competições internacionais, Bergeron competiu pelo Canadá e ganhou medalhas de ouro no Campeonato Mundial de 2004, Jogos Olímpicos de Inverno de 2010 e 2014. Bergeron é membro do Triple Gold Club após vencer a Stanley Cup com o Boston em 2011.
Conhecido por suas habilidades defensivas e ofensivas, Bergeron é vencedor do Troféu Frank J. Selke por seis vezes, concedido anualmente ao atacante da NHL com as melhores habilidades defensivas, o maior número na história da NHL. Suas 12 indicações também são um recorde da NHL. Ele é considerado um dos principais atacantes de duas vias da história da NHL.

## Carreira

### Boston Bruins (2003–2023)

#### Começo (2003–2007)
Bergeron foi selecionado pelo Boston Bruins como a 45ª escolha geral no draft da NHL de 2003. Ele terminou sua temporada de novato com 39 pontos em 71 jogos. Seu primeiro gol na NHL aconteceu contra o Los Angeles Kings em 18 de outubro de 2003, em uma vitória de 4–3 fora de casa. Ele também marcou o gol da vitória na prorrogação no Jogo 2 das Quartas de Final da Conferência Leste contra o Montreal Canadiens em 9 de abril de 2004.

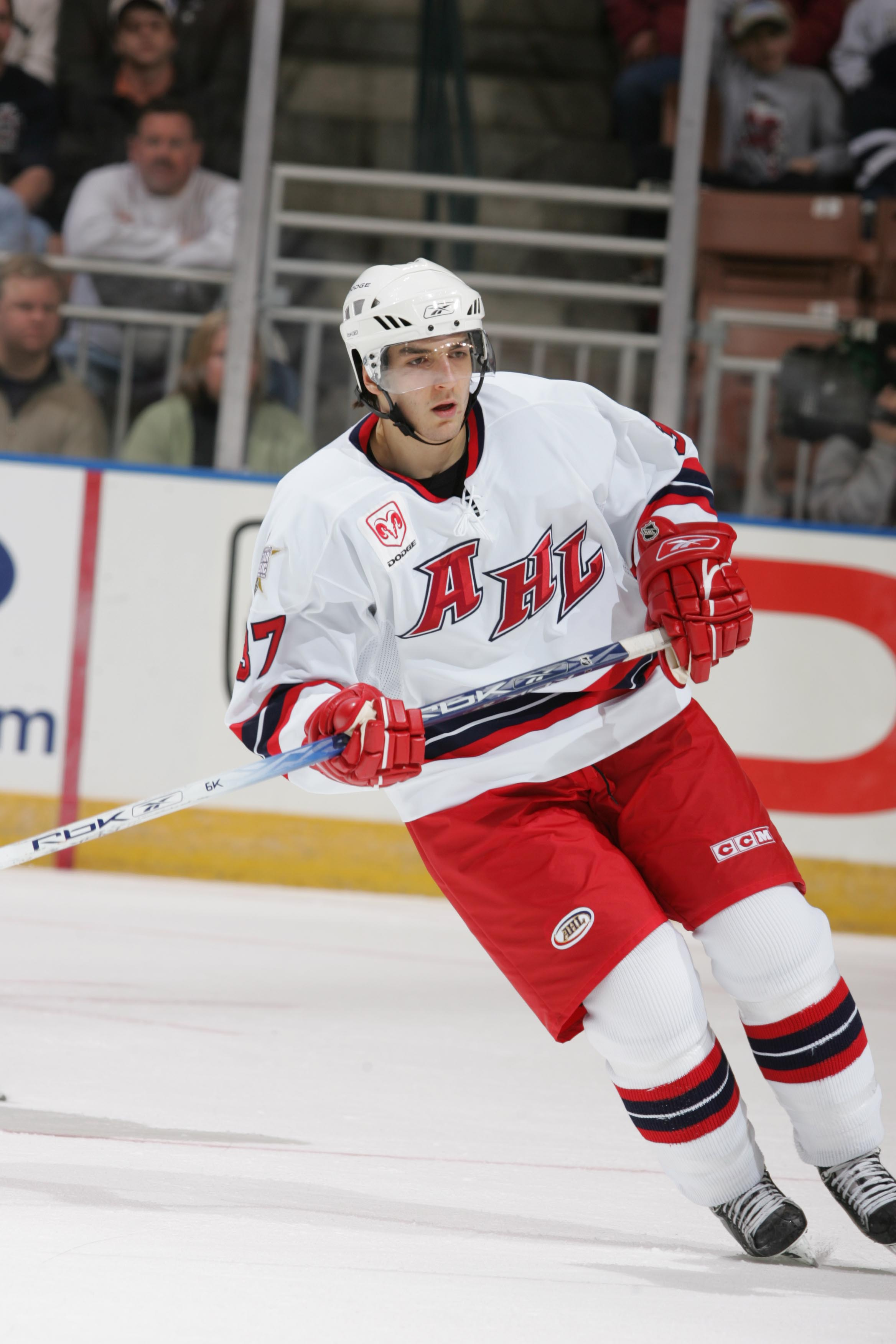
Bergeron durante o All-Star Game da AHL em fevereiro de 2005. Os Bruins designaram Bergeron para sua afiliada na AHL durante o lockout da NHL.

Devido ao lockout da NHL na temporada de 2004–05, Bergeron jogou pelo afiliado da liga secundária do Boston, o Providence Bruins da American Hockey League (AHL), acumulando 61 pontos em 68 jogos.
Quando a NHL retomou a temporada seguinte, Bergeron liderou os Bruins com um recorde pessoal de 31 gols e 73 pontos. Ele jogou a maior parte da temporada com o recém-chegado Marco Sturm, que havia sido adquirido em uma troca que enviou o capitão Joe Thornton para o San Jose Sharks em novembro de 2005. O então gerente geral dos Bruins, Mike O'Connell, lembrou em uma entrevista de junho de 2011 que a organização havia decidido construir a equipe em torno de Bergeron em vez de Thornton, preferindo o caráter do primeiro tanto dentro quanto fora do gelo.
Jogando sob um sistema defensivo empregado pelo novo treinador Dave Lewis, ele registrou sua segunda temporada consecutiva com 70 pontos em 2006–07, com 22 gols e 48 assistências. Bergeron foi prejudicado durante a maior parte da temporada por uma persistente lesão no ombro.

#### Estabelecimento, Título da Stanley Cup e Era da "Perfection Line" (2007–2020)
Após registrar três gols e quatro assistências nos primeiros dez jogos da temporada de 2007–08, Bergeron sofreu uma lesão na cabeça que encerrou sua temporada durante uma partida em 27 de outubro de 2007. Após um check por trás do defensor do Philadelphia Flyers, Randy Jones, Bergeron bateu a cabeça nas tábuas de fundo, ficando inconsciente. Ele ficou imóvel no gelo por vários minutos antes de ser retirado em uma maca e levado ao Massachusetts General Hospital, onde foi diagnosticado com um nariz quebrado e uma concussão de grau três. Bergeron fez suas primeiras declarações públicas sobre a lesão em 8 de novembro, dizendo que não tomaria nenhuma ação legal e que Jones havia tentado entrar em contato para se desculpar. Em 19 de janeiro de 2008, o Boston Globe informou que Bergeron havia sido enviado de férias pelo então gerente geral dos Bruins, Peter Chiarelli, e que provavelmente ele ficaria fora pelo restante da temporada, pois sua recuperação havia regredido. Em março de 2008, Bergeron começou os primeiros treinos no gelo com o goleiro dos Bruins, Manny Fernandez, que também estava se recuperando de uma cirurgia no joelho. Ele avançou progressivamente para treinos com contato total no início de abril, com o objetivo de retornar para os playoffs contra o Montreal Canadiens na primeira rodada; no entanto, ele foi impedido pelos médicos da equipe. Em junho de 2008, Bergeron foi relatado como estando livre de sintomas durante o treinamento na offseason. Ele participou do acampamento de desenvolvimento de verão dos Bruins (normalmente para jovens) com Fernandez, antes de se juntar ao treinamento principal dos Bruins.
Ele retornou à ação com os Bruins para o jogo de abertura da pré-temporada da equipe em 22 de setembro de 2008, contra os Canadiens, uma vitória por 8–3 disputada em Halifax, Nova Scotia. Após o início da temporada de 2008–09, em 23 de outubro, Bergeron marcou seu primeiro gol desde a concussão, em uma derrota por 4–2 em casa para o Toronto Maple Leafs. Dois meses depois, em um jogo contra o Carolina Hurricanes em 20 de dezembro, Bergeron colidiu com o defensor adversário, Dennis Seidenberg, sofrendo outra concussão. Ele ficou deitado de bruços no gelo enquanto era atendido pelos treinadores da equipe e, eventualmente, deixou o gelo por conta própria. Ele foi liberado do hospital no dia seguinte à colisão e colocado na lista de lesionados. Bergeron retornou após ficar fora por um mês e completou a temporada com 39 pontos em 64 jogos. Na primeira rodada dos playoffs de 2009, ele registrou sua primeira penalidade de combate em uma briga com Josh Gorges do Montreal.

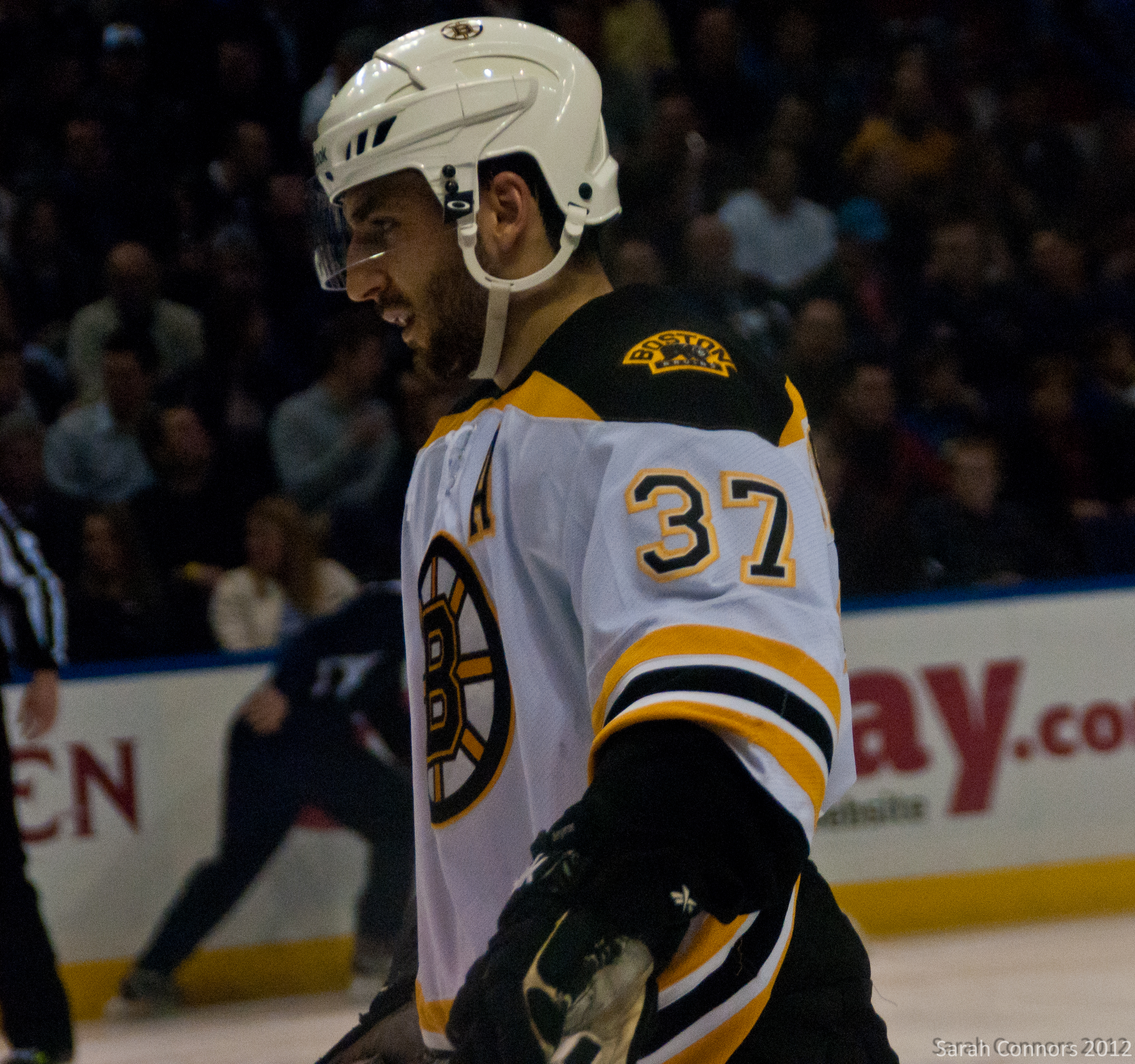
Bergeron com o Boston Bruins em fevereiro de 2012

Na temporada de 2009–10, Bergeron marcou 52 pontos (19 gols, 33 assistências) e jogou em 73 jogos. Durante os playoffs de 2010, ele marcou quatro gols e adicionou sete assistências para 11 pontos em todos os 14 jogos, enquanto os Bruins surpreenderam o Buffalo Sabres na primeira rodada antes de serem derrotados em sete jogos pelo Philadelphia Flyers (apesar de inicialmente ter uma vantagem de 3–0).
No meio da temporada de 2010–11, Bergeron marcou seu primeiro hat-trick na NHL em uma vitória sobre o Ottawa Senators em 11 de janeiro de 2011. Ele foi nomeado o Primeiro Estrela do Mês da NHL e foi duas vezes nomeado Primeiro Estrela da Semana em janeiro de 2011. Bergeron sofreu um impacto de Claude Giroux em 6 de maio, no Jogo 4 da segunda rodada dos playoffs contra o Philadelphia Flyers, resultando em uma concussão leve que o manteve fora dos dois primeiros jogos da terceira rodada contra o Tampa Bay Lightning. No entanto, ele retornou ao elenco no Jogo 3, ajudando os Bruins a eventualmente derrotar o Lightning em sete jogos. Em 1º de junho, durante o Jogo 1 das Finais da Stanley Cup contra o Vancouver Canucks, o atacante dos Canucks, Alexandre Burrows, teria mordido o dedo de Bergeron durante uma confusão. Nenhuma penalidade foi marcada e a NHL não multou ou suspendeu Burrows porque a suposta mordida não foi confirmada por nenhuma evidência além de um vídeo mostrando Burrows mordendo a luva de Bergeron enquanto sua mão ainda estava dentro dela e marcas de mordida no dedo de Bergeron. Os Bruins perderam os Jogos 1, 2 e 5 fora de casa, mas venceram os Jogos 3, 4 e 6 em casa, empatando a série em três jogos cada. Em 15 de junho, Bergeron marcou dois gols no Jogo 7 da série (incluindo o gol da vitória no jogo e na série) em uma vitória por 4–0 no jogo e por 4–3 na série, garantindo o sexto título da Stanley Cup na história da franquia e o primeiro desde 1972. Bergeron também se tornou o 26º membro do Triple Gold Club. Seu nome está gravado na Stanley Cup usando seu nome de nascimento, Patrice Bergeron-Cleary.
Após o término dos playoffs de 2012, mesmo com os Bruins, campeões defensores da Stanley Cup, eliminados na primeira rodada em sete jogos pelo Washington Capitals, os constantes esforços defensivos de Bergeron no gelo lhe renderam o Troféu Frank J. Selke como o melhor atacante defensivo da NHL na temporada de 2011–12.
Após terminar em segundo lugar na votação pelo Troféu Frank J. Selke na temporada encurtada pela greve de 2012–13 (ficando apenas atrás do capitão do Chicago Blackhawks, Jonathan Toews), Bergeron teve uma performance heroica nos playoffs de 2013, incluindo os gols de empate e da vitória contra o Toronto Maple Leafs no Jogo 7 da Primeira Rodada, e o gol da vitória na prorrogação no Jogo 3 das Finais da Conferência Leste contra o Pittsburgh Penguins. No início da série da terceira rodada contra os Penguins, no Jogo 1 em 1º de junho de 2013, Bergeron e Evgeni Malkin começaram a se enfrentar no centro do gelo, levando Malkin a derrubar o capacete de Bergeron antes de ambos jogarem suas luvas para brigar. Os dois continuaram a trocar socos mesmo enquanto os árbitros tentavam separá-los. Bergeron também se tornou renomado no mundo do hóquei por exibir sua resistência quando, nas Finais da Stanley Cup contra o Chicago Blackhawks, campeão do Troféu dos Presidentes, onde os Bruins perderam em seis jogos, ele jogou com um pulmão perfurado, ombro deslocado, uma costela quebrada e um nariz quebrado.

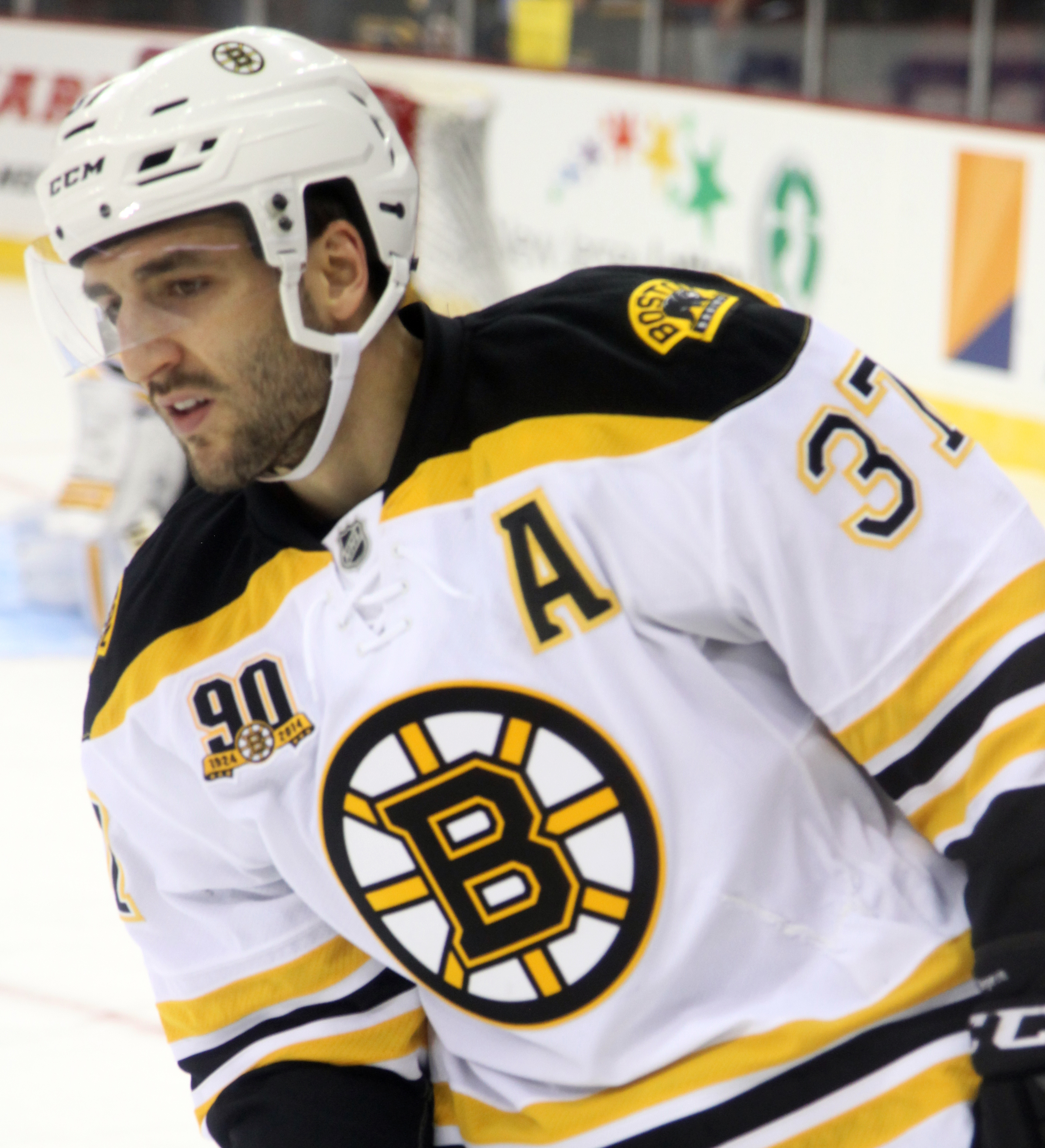
Bergeron em março de 2014

Os Bruins renovaram o contrato de Bergeron com uma extensão de oito anos e US$52 milhões em 12 de julho de 2013. Na temporada de 2013–14, Bergeron alcançou a marca dos 30 gols pela segunda vez em sua carreira, totalizando 30 gols e 32 assistências, e foi um fator importante na conquista do Troféu dos Presidentes pelos Bruins como campeões da temporada regular. Por sua performance na temporada regular, Bergeron recebeu seu segundo Troféu Frank J. Selke. Ele também foi nomeado para a capa do videogame NHL 15 na mesma cerimônia.
No final da temporada de 2014–15, em 23 de fevereiro de 2015, Bergeron marcou seu 200º gol na carreira enquanto os Bruins derrotavam o Chicago Blackhawks por 6–2. Bergeron, que jogou toda sua carreira na NHL como membro dos Bruins desde que foi draftado em 2003 na segunda rodada, se tornou o 17º jogador na história da franquia a marcar 200 ou mais gols na carreira pelo clube. Apesar dos Bruins terem perdido os playoffs de 2015 por apenas dois pontos na classificação da liga, Bergeron foi premiado com o Troféu Frank J. Selke pela segunda temporada consecutiva e terceira vez no total, após ter sido nomeado finalista pela quarta temporada consecutiva e pela quarta vez em sua carreira.
Apesar dos Bruins terem ficado de fora dos playoffs novamente por apenas três pontos, Bergeron foi nomeado finalista do Troféu Frank J. Selke pelo quinto ano consecutivo após registrar 32 gols, 36 assistências e 68 pontos, embora o troféu tenha sido concedido ao atacante do Los Angeles Kings, Anže Kopitar.
A performance de Bergeron durante a temporada de 2016–17 foi prejudicada por uma hérnia esportiva que ocorreu em algum momento no início da temporada, mas que só foi revelada em 25 de abril de 2017. A hérnia esportiva de Bergeron foi operada em 8 de maio, e ele era esperado para estar pronto para o treinamento dos Bruins antes do início da temporada de 2017–18. Ele jogou 79 jogos com 21 gols, 32 assistências e 53 pontos na temporada, com a primeira linha dele, Brad Marchand e David Pastrňák sendo rotulada pela mídia como "The Perfection Line". Bergeron foi premiado com o seu quarto Troféu Frank J. Selke na carreira após ser nomeado finalista pela sexta temporada consecutiva e sexta vez na sua carreira.
Próximo da metade da temporada de 2017–18, em 6 de janeiro de 2018, em uma vitória em casa por 7–1 contra o Carolina Hurricanes, Bergeron marcou quatro gols, incluindo o primeiro hat-trick natural da sua carreira, elevando seu total de pontos de marcação (gols/assistências combinados) para 702 na sua carreira. Cinco jogos depois, em 18 de janeiro, Bergeron registrou o terceiro hat-trick de sua carreira (e o segundo da temporada) em uma vitória por 5–2 sobre o New York Islanders. Após bloquear um chute adversário com o pé direito em 24 de fevereiro contra o Toronto Maple Leafs, Bergeron descobriu dois dias depois que havia fraturado um osso no pé e ficaria fora de ação por duas semanas. Ele foi liberado para jogar no jogo contra o Minnesota Wild em 25 de março, registrando assistências em cada um dos gols marcados na vitória por 2–1 na prorrogação. Bergeron terminou a temporada com 30 gols, 33 assistências e 63 pontos em 64 jogos disputados e foi nomeado finalista do Troféu Frank J. Selke pela sétima vez consecutiva em sua carreira e sétima vez no total, que eventualmente foi concedido a Anže Kopitar dos Los Angeles Kings.
A temporada de 2018–19 dos Bruins viu Bergeron alcançar marcos impressionantes em sua carreira na NHL. Em 22 de dezembro de 2018, ele marcou seu 300º gol em uma vitória por 5–2 sobre o Nashville Predators. Em 5 de fevereiro de 2019, Bergeron jogou sua 1.000ª partida na NHL, todas com os Bruins, marcando dois gols em uma vitória por 3–1 em casa contra o New York Islanders. No final da temporada, Bergeron estava prestes a atingir o marco dos 800 pontos em sua carreira na NHL, o que foi alcançado em 16 de março, com um gol que empatou o jogo no primeiro período, levando a uma vitória por 2–1 na prorrogação contra o Columbus Blue Jackets. Em 17 de abril, Bergeron foi nomeado para o Troféu Frank J. Selke pela oitava temporada consecutiva, um recorde da NHL, que acabou sendo concedido a Ryan O'Reilly do St. Louis Blues. Bergeron e os Bruins eventualmente chegaram às Finais da Stanley Cup de 2019, onde perderam em sete jogos para os Blues.
Em 20 de julho de 2020, Bergeron foi nomeado finalista do Troféu Frank J. Selke pela 9ª temporada consecutiva, após ajudar os Bruins a conquistar o Troféu dos Presidentes como a melhor equipe da temporada regular, mas o troféu acabou sendo concedido a Sean Couturier do Philadelphia Flyers.

#### Anos finais e capitão (2020–2023)
Em 7 de janeiro de 2021, Bergeron foi nomeado capitão dos Bruins. Zdeno Chára, que havia sido o capitão da equipe desde a temporada de 2006–07, assinou com o Washington Capitals em dezembro de 2020. No final da temporada de 2020–21, que foi encurtada pela pandemia, Bergeron ocupava a quarta posição na lista de pontos totais da história dos Bruins com 917 pontos (375 gols e 542 assistências). Na época, ele estava atrás apenas de Ray Bourque, Johnny Bucyk e Phil Esposito. Apenas alguns dias antes da eliminação dos Bruins dos playoffs pelo New York Islanders em seis jogos na segunda rodada, Bergeron foi nomeado como candidato ao Troféu Frank J. Selke pela décima temporada consecutiva, mas o troféu foi eventualmente concedido ao atacante e capitão do Florida Panthers, Aleksander Barkov. No entanto, Bergeron ganhou o Prêmio de Liderança Mark Messier Leadership, em reconhecimento à sua forte liderança na equipe e contribuições para a sociedade em geral.
Foi apenas no oitavo jogo da temporada de 2021–22, em 4 de novembro de 2021, que Bergeron registrou seu primeiro gol da temporada pelos Bruins. Naquele dia, uma partida em casa contra o Detroit Red Wings, ele marcou seu segundo hat-trick natural - e sétimo hat-trick geral - de sua carreira na NHL, estabelecendo a base para uma partida de quatro gols do capitão dos Bruins em uma vitória por 5–1. Em 28 de abril de 2022, contra o Buffalo Sabres, Bergeron marcou um hat-trick para seu 400º gol na carreira. Ele se tornou o quarto jogador dos Bruins a marcar 400 gols jogando apenas pela equipe, juntando-se a Johnny Bucyk (545), Phil Esposito (459) e Rick Middleton (402). Os Bruins foram eliminados na primeira rodada dos playoffs pelo Carolina Hurricanes. Com a temporada marcando o fim do contrato de Bergeron e, considerando sua idade e histórico de lesões, havia uma grande incerteza sobre se ele continuaria na equipe. Ele descartou a possibilidade de jogar por outra equipe, dizendo que ou renovaria o contrato ou se aposentaria. Bergeron foi mais uma vez nomeado para o Troféu Frank J. Selke pela décima primeira vez, e foi anunciado em 5 de junho que ele ganhou o prêmio pela quinta vez, estabelecendo um recorde.
Em 8 de agosto de 2022, Bergeron assinou um contrato de um ano para retornar aos Bruins para sua décima nona temporada. Ele marcou seu 1.000º ponto em sua carreira na NHL em 21 de novembro, com uma assistência em um gol de seu companheiro de linha de longa data, Brad Marchand, em uma vitória por 5–3 sobre o Tampa Bay Lightning. Em 2023, Bergeron superou seu próprio recorde com a sexta vitória do Troféu Frank J. Selke depois de ser nomeado um dos três melhores finalistas pela décima segunda vez em sua carreira e décima segunda temporada consecutiva. Bergeron ajudou os Bruins a vencer o Troféu dos Presidentes como a melhor equipe da temporada regular em 2022–23 antes de ser derrotado em 7 jogos na primeira rodada dos playoffs pelo Florida Panthers, após liderar a série por 3-1. Isso foi amplamente considerado uma das maiores quedas nos playoffs da história da NHL. Bergeron anunciou sua aposentadoria do hóquei em 25 de julho de 2023, um dia após seu 38º aniversário, tendo jogado dezenove temporadas na NHL.

## Carreira na seleção
Após sua temporada de estreia na NHL, Bergeron foi selecionado para jogar pelo Canadá no Campeonato Mundial de 2004 em Praga. Ele marcou um gol em sua estreia internacional e conquistou sua primeira medalha de ouro.
No ano seguinte, Bergeron foi escolhido para a seleção júnior do Canadá para o Campeonato Mundial Sub-20 de 2005, realizado na Dakota do Norte. Ele foi cedido ao time a partir do Providence Bruins da AHL, onde estava jogando devido ao lockout da NHL. Bergeron havia sido elegível para o campeonato no ano anterior, mas não foi cedido porque estava jogando na NHL. Ele terminou o torneio com 5 gols e 8 assistências, totalizando 13 pontos em 6 jogos, enquanto jogava em uma linha com Sidney Crosby e Corey Perry. Bergeron marcou um gol na vitória de 6–1 do Canadá sobre a Rússia na final. Ele terminou o torneio como o maior pontuador e ganhando o prêmio de MVP. Ao ajudar o Canadá a conquistar o ouro no torneio, ele se tornou o primeiro jogador a ganhar uma medalha no profissional antes de vencer no nível júnior.
Bergeron fez sua segunda aparição no Campeonato Mundial de 2006. Ele foi novamente convidado a jogar pelo Canadá no Campeonato Mundial de 2007, mas recusou, alegando que queria se recuperar de lesões sofridas durante a temporada da NHL.
Em 30 de dezembro de 2009, Bergeron foi selecionado para jogar pelo Canadá nas Olimpíadas de Inverno de 2010 em Vancouver. Muitos comentaristas previam que Bergeron jogaria em uma linha com Crosby devido à sua experiência anterior com ele no Mundial Júnior e nos Mundiais, mas ele acabou como o 13º atacante devido a uma lesão na virilha sofrida no primeiro jogo do Canadá. Ele jogou principalmente no penalty kill e em faceoffs na zona defensiva.
Bergeron conquistou sua segunda medalha de ouro com o Canadá nas Olimpíadas de Inverno de 2014 e foi membro da equipe campeã do Canadá na Copa do Mundo de Hockey de 2016, reunido em ambas as ocasiões em uma linha com Sidney Crosby.

## Vida pessoal
Patrice Bergeron é filho de Gerard Cleary, um chefe de equipe municipal, e Sylvie Bergeron, uma assistente social. Ele é de ascendência franco-canadense e irlandesa, por parte de seu pai. Embora seu sobrenome legal seja Bergeron-Cleary, ele foi abreviado para Bergeron por simplicidade.
Bergeron e sua esposa, Stephanie Bertrand, têm quatro filhos juntos: Zach, Victoria, Noah e Felix.

## Estatísticas da carreira
| 2003–04 | Boston Bruins     | NHL    | 71    | 16  | 23  | 39    | 22  | 7   | 1  | 3  | 4   | 0  |
| 2004–05 | Providence Bruins | AHL    | 68    | 21  | 40  | 61    | 59  | 16  | 5  | 7  | 12  | 4  |
| 2005–06 | Boston Bruins     | NHL    | 81    | 31  | 42  | 73    | 22  | —   | —  | —  | —   | —  |
| 2006–07 | Boston Bruins     | NHL    | 77    | 22  | 48  | 70    | 26  | —   | —  | —  | —   | —  |
| 2007–08 | Boston Bruins     | NHL    | 10    | 3   | 4   | 7     | 2   | —   | —  | —  | —   | —  |
| 2008–09 | Boston Bruins     | NHL    | 64    | 8   | 31  | 39    | 2   | 11  | 0  | 5  | 5   | 11 |
| 2009–10 | Boston Bruins     | NHL    | 73    | 19  | 33  | 52    | 28  | 13  | 4  | 7  | 11  | 2  |
| 2010–11 | Boston Bruins     | NHL    | 80    | 22  | 35  | 57    | 26  | 23  | 6  | 14 | 20  | 28 |
| 2011–12 | Boston Bruins     | NHL    | 81    | 22  | 42  | 64    | 20  | 7   | 0  | 2  | 2   | 8  |
| 2012–13 | HC Lugano         | NLA    | 21    | 11  | 18  | 29    | 8   | —   | —  | —  | —   | —  |
| 2012–13 | Boston Bruins     | NHL    | 42    | 10  | 22  | 32    | 18  | 22  | 9  | 6  | 15  | 13 |
| 2013–14 | Boston Bruins     | NHL    | 80    | 30  | 32  | 62    | 43  | 12  | 3  | 6  | 9   | 4  |
| 2014–15 | Boston Bruins     | NHL    | 81    | 23  | 32  | 55    | 44  | —   | —  | —  | —   | —  |
| 2015–16 | Boston Bruins     | NHL    | 80    | 32  | 36  | 68    | 49  | —   | —  | —  | —   | —  |
| 2016–17 | Boston Bruins     | NHL    | 79    | 21  | 32  | 53    | 24  | 6   | 2  | 2  | 4   | 2  |
| 2017–18 | Boston Bruins     | NHL    | 64    | 30  | 33  | 63    | 26  | 11  | 6  | 10 | 16  | 2  |
| 2018–19 | Boston Bruins     | NHL    | 65    | 32  | 47  | 79    | 30  | 24  | 9  | 8  | 17  | 12 |
| 2019–20 | Boston Bruins     | NHL    | 61    | 31  | 25  | 56    | 28  | 13  | 2  | 6  | 8   | 6  |
| 2020–21 | Boston Bruins     | NHL    | 54    | 23  | 25  | 48    | 16  | 11  | 4  | 5  | 9   | 4  |
| 2021–22 | Boston Bruins     | NHL    | 73    | 25  | 40  | 65    | 32  | 7   | 3  | 4  | 7   | 4  |
| 2022–23 | Boston Bruins     | NHL    | 78    | 27  | 31  | 58    | 22  | 3   | 1  | 0  | 1   | 0  |
| Totais  | Totais            | Totais | 1,294 | 427 | 613 | 1,040 | 494 | 170 | 50 | 78 | 128 | 96 |

## Títulos e recordes
- Stanley Cup: 2011
- All-Star Game: 2015, 2016, 2022
- Troféu Frank J. Selke: 2012, 2014, 2015, 2017, 2022, 2023
- Medalha de ouro nas Olimpiadas de Inverno: 2010, 2014
- Membro do Triple Gold Club

- Primeiro e único jogador na história a vencer o Campeonato Mundial antes do Campeonato Mundial Sub-20
- Maior número de vitórias no Prêmio Frank J. Selke na história da NHL (6)
- Nomeado para o Prêmio Frank J. Selke por 12 temporadas consecutivas, um recorde da NHL
- Finalista do Prêmio Frank J. Selke por 12 temporadas consecutivas, a maior sequência já registrada para um prêmio votado na história da NHL
- Maior número de gols em prorrogação nos playoffs na história do Boston Bruins